# Мидзутани, Дзюн
Дзюн Мидзутани (яп. 水谷 隼 Mizutani Jun) (род. 9 июня 1989 года, Ивата, Сидзуока, Япония) — японский игрок в настольный теннис, олимпийский чемпион 2020 года в миксте (с Мимой Ито), серебряный (2016) и двукратный бронзовый (2016 и 2020) призёр Олимпийских игр.. Семикратный чемпион Японии.

## Инвентарь
Дзюн Мидзутани спонсируется японской фирмой «Butterfly», и его инвентарь полностью произведён этой фирмой. Он использует основание «Mizutani Jun ST» и накладки «Tenergy 64» толщиной 2.1 мм на обеих сторонах ракетки.

## Спортивные достижения
В начале 2007 года 17-летний Дзюн Мидзутани находился в конце лучшей сотни игроков мирового рейтинга ITTF, находясь на 98-й позиции. Однако к концу 2007 года Дзюн Мидзутани занимал уже 30-е место в мировом рейтинге ITTF. В июне 2010 года он вошёл в первую десятку мирового рейтинга, получив 9-е место в рейтинге ITTF. Наивысшая в карьере 4-я позиция была впервые достигнута в феврале 2017 года.
Дважды выигрывал турнир ITTF World Tour Grand Finals в одиночном разряде.
Участник трех Олимипад, серебряный и бронзовый призёр летних Олимпийских игр 2016 года в Рио-де-Жанейро (в командном и одиночном разрядах, соответственно).
В 2017 году в составе клуба «Факел-Газпром» выиграл Лигу чемпионов по настольному теннису.